# 情報・システム研究機構
大学共同利用機関法人情報・システム研究機構（じょうほう・システムけんきゅうきこう、英：Research Organization of Information and Systems）は、東京都港区虎ノ門に本部をおく大学共同利用機関法人である。

## 概要
国立極地研究所、国立情報学研究所、統計数理研究所、国立遺伝学研究所の四つの大学共同利用機関とデータサイエンス共同利用基盤施設から構成される。総合研究大学院大学の教育も担い、同大学院生に対する教育も実施している。

## 沿革
- 1944年（昭和19年） - 文部省直轄研究所として統計数理研究所設置
- 1949年（昭和24年） - 文部省直轄研究所として国立遺伝学研究所設置
- 1973年（昭和48年） - 国立大学共同利用機関として国立極地研究所設置
- 1984年（昭和59年） - 国立遺伝学研究所が国立大学共同利用機関に改組
- 1985年（昭和60年） - 統計数理研究所が国立大学共同利用機関に改組
- 1986年（昭和61年） - 国立大学共同利用機関学術情報センター設置
- 1989年（平成元年） - 国立学校設置法の一部が改正され、国立大学共同利用機関を大学共同利用機関に改称
- 2000年（平成12年） - 国立情報学研究所設置（学術情報センターの廃止・転換）
- 2004年（平成16年） - 4つの大学共同利用機関を構成機関とする大学共同利用機関法人 情報・システム研究機構設立
- 2005年（平成17年） - 新領域融合研究センター設置
- 2007年（平成19年） - ライフサイエンス統合データベースセンター設置
- 2009年（平成21年） - 国立極地研究所と統計数理研究所が東京都立川市に移転
- 2013年（平成25年） - データ中心科学リサーチコモンズ事業を開始
- 2016年（平成28年） - 大学等のデータ駆動型学術基礎研究を支援するため、新たにデータサイエンス共同利用基盤施設を設置、それに伴い、新領域融合研究センターを発展的に解消